# Anisodes ruficeps
Anisodes ruficeps är en fjärilsart som beskrevs av Paul Dognin 1913. Anisodes ruficeps ingår i släktet Anisodes och familjen mätare. Inga underarter finns listade i Catalogue of Life.